# Mira Rai
Mira Rai (31 dicembre 1988) è un'ultramaratoneta e skyrunner nepalese.
Specializzata nel trail running e nello skyrunning, ha partecipato a numerosi concorsi internazionali e ha vinto numerosi premi, tra cui il National Geographic Adventurer of the Year nel 2017.

## Biografia

### Primi anni di vita
Mira Rai proviene da un remoto villaggio di Bhojpur, nella parte orientale del paese. La sua famiglia ha sempre lottato per soddisfare le necessità quotidiane attraverso l'agricoltura, così a 12 anni ha lasciato la scuola per aiutare i genitori nelle faccende domestiche quotidiane e perché la sua famiglia non poteva permettersi la sua istruzione. Camminava regolarmente su e giù per le montagne per raccogliere l'acqua e andare al mercato.
All'età di 14 anni ha lasciato casa nel bel mezzo della notte, senza dirlo ai suoi genitori, per unirsi all'insurrezione maoista quando arrivarono nel suo villaggio per reclutare. Essendo minorenne, quando la guerra civile finì, non era ammissibile all'integrazione nell'esercito nepalese e fu dimessa. Dopo il ritorno a casa, sognava di fare qualcosa di più con la sua vita per sostenere la sua famiglia così si recò a Katmandu per dedicarsi al karate e alla corsa.

### Carriera
Era una brava runner, ma non sapeva cosa fosse l'ultramaratona fino a quando non ha partecipato alla sua prima ultramaratona, la gara trail da 50 km dell'Himalayan Outdoor Festival. Una mattina, mentre correva sulle colline che circondano Katmandu, ha incontrato un gruppo che si stava allenando sugli stessi percorsi. Dopo aver corso insieme per un po' di tempo, le hanno chiesto di incontrarli la settimana successiva per un'altra corsa. Quando è arrivata per quella corsa, ha scoperto che era il punto di partenza della corsa di 50 km. Nonostante fosse impreparata, senza portare cibo, acqua o indumenti tecnici per la corsa, ha vinto la gara e ha attirato l'attenzione degli organizzatori con il suo atteggiamento positivo e la sua dedizione allo sport.
Dopo un allenamento più intenso per il trail running, con il suo mentore Richard Bull del Trail Running Nepal, inizia a viaggiare all'estero per partecipare a gare internazionali di ultra-trail running, dove diventa ben presto un nome conosciuto, vincendo una gara dopo l'altra e battendo diversi record. All'inizio del 2016 ha subito un infortunio al ginocchio durante una competizione nel Regno Unito e ha dovuto prendersi un periodo di riposo dalle competizioni internazionali per riprendersi. Durante quel periodo, ha rivolto la sua attenzione alla promozione del trail running in tutto il Nepal, aiutando ad allenare altre giovani atlete promettenti delle zone rurali per farle competere sulla scena internazionale. Ha organizzato molte gare di trail a Katmandu e nel suo villaggio nativo Bojpur per promuovere questo sport tra i giovani nepalesi. È stata protagonista di articoli nazionali e internazionali che hanno descritto la sua vita partendo da un villaggio remoto e rurale fino a diventare un eroe nazionale. In una società patriarcale, è diventata un'ispirazione per molte ragazze in tutto il paese.
Nel 2017 Mira è rientrata nel competitivo mondo dell'ultra-trail running, con la sua prima gara nel settembre 2017 alla Ben Nevis Ultra Trail Race di 120 km in Scozia, Regno Unito, dove ha vinto la gara e stabilito il nuovo record con un tempo di 14 ore e 24 minuti. È una trail runner professionista e fa parte del team Solomon Trail Running Nepal.

## Palmarès
| Anno | Manifestazione                                            | Sede                    | Evento             | Risultato | Prestazione | Note            |
| ---- | --------------------------------------------------------- | ----------------------- | ------------------ | --------- | ----------- | --------------- |
| 2014 | Himalayan Outdoor Festival                                | Nepal                   | Ultra trail 50 km  | Oro       |             |                 |
| 2014 | Mustang Trail Race                                        | Nepal                   | Ultra trail        | Oro       |             |                 |
| 2014 | Sellaronda Trail Race                                     | Italia                  | Ultra trail 57 km  | Oro       | 6:36:30     |                 |
| 2014 | Trail Degli Eroi                                          | Italia                  | Ultra trail 83 km  | Oro       | 9:16:00     |                 |
| 2014 | MSIG HK                                                   | Hong Kong               | Ultra trail 50 km  | Oro       | 5:30:32     | 5º assoluto     |
| 2014 | Manaslu Trail Race                                        | Nepal                   | Ultra trail        | Oro       |             |                 |
| 2014 | King of the Hills                                         | Hong Kong               | Ultra trail        | Argento   |             |                 |
| 2014 | HK MSIG Vertical Kilometer                                | Hong Kong               | Ultra trail        | Oro       |             |                 |
| 2014 | MSIG Lantau 50 - HK 50 Series                             | Lantau                  | Ultra trail        | Argento   |             |                 |
| 2015 | The North Face Kathmandu                                  | Katmandu                | Ultra trail 50 Km  | Oro       |             |                 |
| 2015 | King of the Hills                                         | Hong Kong               | Ultra trail        | Oro       |             |                 |
| 2015 | MSIG HK50 Sai Kung - Asia Skyrunning Championship         | Hong Kong               | Skyrunning 50 km   | Oro       |             |                 |
| 2015 | Himalayan Outdoor Festival                                | Nepal                   | Ultra trail 50 km  | Oro       |             |                 |
| 2015 | Buffalo Stampede Skyrunning                               | Australia               | Skyrunning 42 km   | Bronzo    | 4:52:00     |                 |
| 2015 | Mont-Blanc – competizione del Skyrunner World Series      | Montblanc               | Ultra trail 80 km  | Oro       |             | Record mondiale |
| 2015 | Barro Sky Night                                           | Lecco                   | Skyrunning 18 km   | Oro       |             |                 |
| 2015 | Dolomites Skyrace                                         | Trentino-Alto Adige     | Skyrunning 22 km   |           |             | 13ª             |
| 2015 | Tromso Skyrace                                            | Norvegia                | Skyrunning 45 km   | Argento   |             |                 |
| 2015 | Santa Caterina Vertical Kilometer                         | Santa Caterina Valfurva | Skyrunning         |           |             | 4ª              |
| 2015 | Ultra Pirineu                                             | Spagna                  | Skyrunning         | Argento   |             |                 |
| 2016 | 3 Peaks Race                                              | Regno Unito             | Skyrunning         | Argento   |             |                 |
| 2016 | Transvulcania                                             | Spagna                  | Skyrunning         |           | 9:02:50     | 8ª              |
| 2017 | Ben Nevis Ultra – competizione del Skyrunner World Series | Regno Unito             | Ultra trail 120 km | Oro       | 14:24:08    |                 |